# Eduard Duller
Eduard Duller (Bécs, 1809. november 18. – Wiesbaden, 1853. július 24.) német író.

## Életútja
Szabadelvű politikai gondolkodása miatt kénytelen volt 1830-ban Ausztriát elhagyni. Előbb író és szerkesztő (Phoenix, 1834) volt Münchenben, Trierben, Darmstadtban, amíg végül 1851-ben a mainzi német-katolikus község lelkésze lett. Modern gondolkodású, a szabad eszméket lelkesedéssel hirdető költő és történetíró volt.

## Művei

### Ifjúkori kísérletei
- Meister Pilgram (dráma 1829)
- Der Rache Schwanenlied (tragédia, 1834)
- Die Wittelsbacher (balladák, 1831)
- Franz von Sickingen (dráma, 1832)

### Költői művei
- Der Fürst der Liebe (1842)
- Gedichte (1845, 1877)

### Regényei
- Kronen und Ketten (1835, 3 kötet)
- Loyola (1836, 5 kötet)
- Kaiser und Papst (1838, 4 kötet)

### Történeti művei
- Vaterländische Geschichte (1852-57, 5 kötet)
- Geschichte des deutschen Volkes (1840, 6 kiad. 1877. átdolgozva Piersontól)
- Geschichte der Jesuiten (1840, 3 kiad. 1861)
- Maria Theresia (1844, 2 kötet)
- Erzherzog Karl von Oesterreich (1847)
- Männer des Volks (1847-50, 8 kötet)